# Кутинска Слатина
Кутинска Слатина је насељено место у саставу града Кутине, у Мославини, Хрватска.

## Становништво
На попису становништва 2011. године, Кутинска Слатина је имала 578 становника.

## Попис 1991.
На попису становништва 1991. године, насељено место Кутинска Слатина је имало 566 становника, следећег националног састава:
| Попис 1991.‍  | Попис 1991.‍  | Попис 1991.‍ | Попис 1991.‍ | Попис 1991.‍ |
| ------------ | ------------ | ----------- | ----------- | ----------- |
|              |              |             |             |             |
| Хрвати       | Хрвати       |             | 509         | 89,92%      |
| Срби         | Срби         |             | 14          | 2,47%       |
| Југословени  | Југословени  |             | 4           | 0,70%       |
| Чеси         | Чеси         |             | 4           | 0,70%       |
| Мађари       | Мађари       |             | 3           | 0,53%       |
| Црногорци    | Црногорци    |             | 1           | 0,17%       |
| неопредељени | неопредељени |             | 9           | 1,59%       |
| непознато    | непознато    |             | 22          | 3,88%       |
| укупно: 566  |              |             |             |             |